# Trongsa

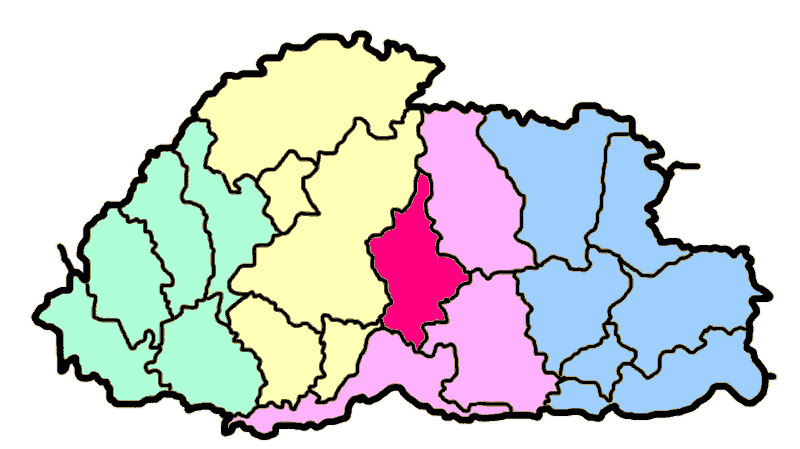
Districtul Trongsa

Trongsa este un district din Bhutan. Are o suprafață de 1.470 km² și o populație de 26.017 locuitori. Districtul Trongsa este divizat în 5 municipii.

Trongsa
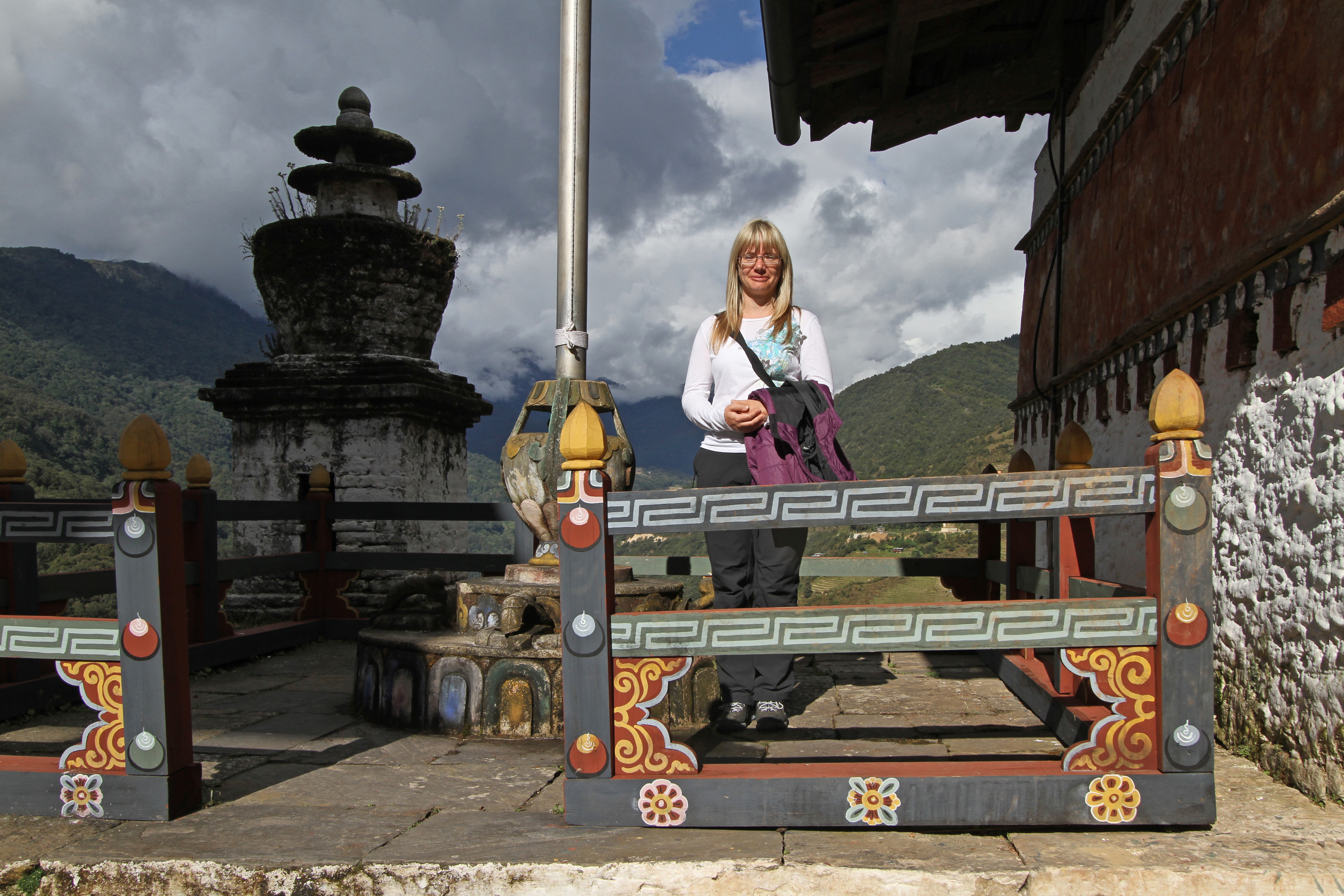
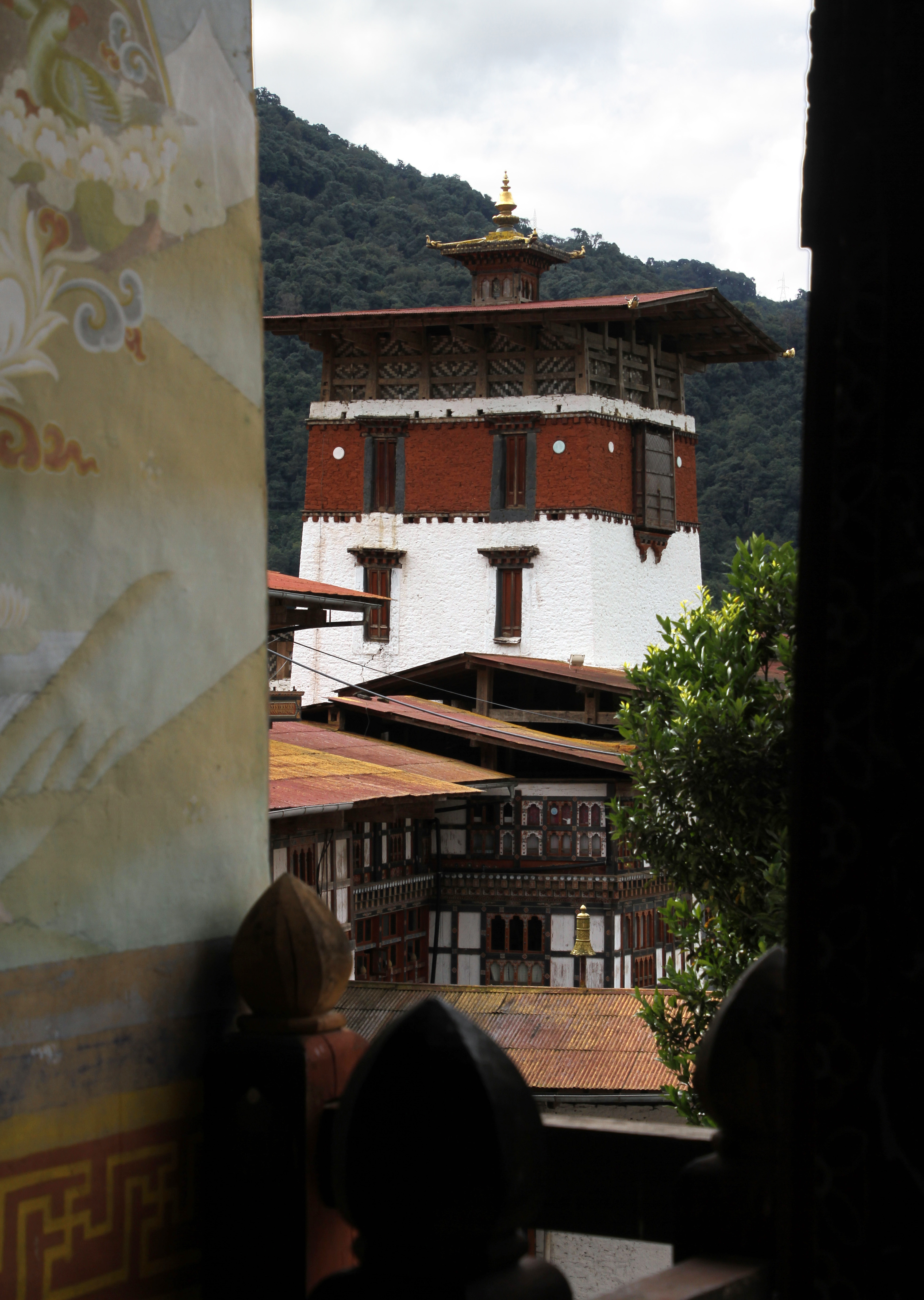
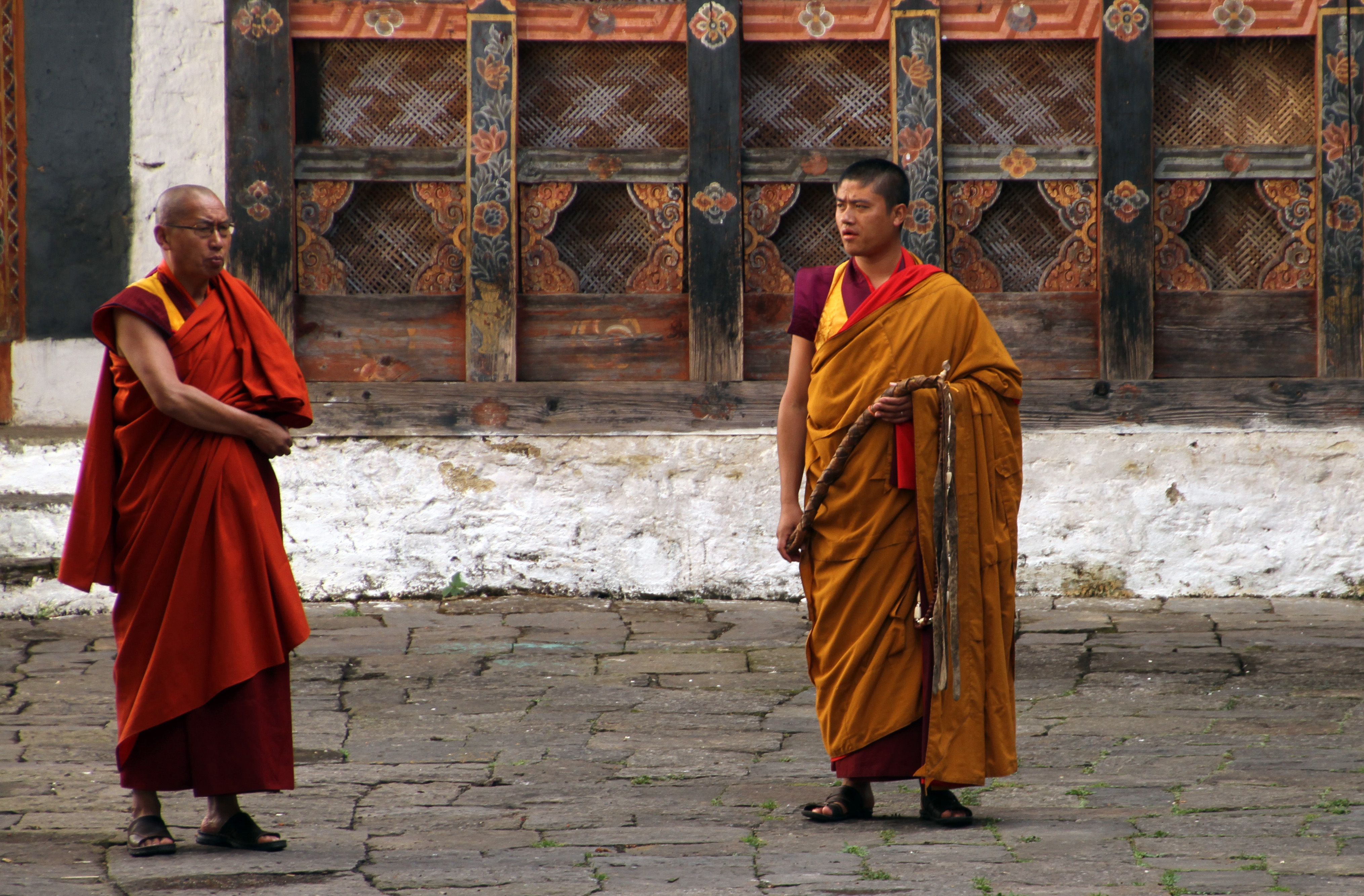
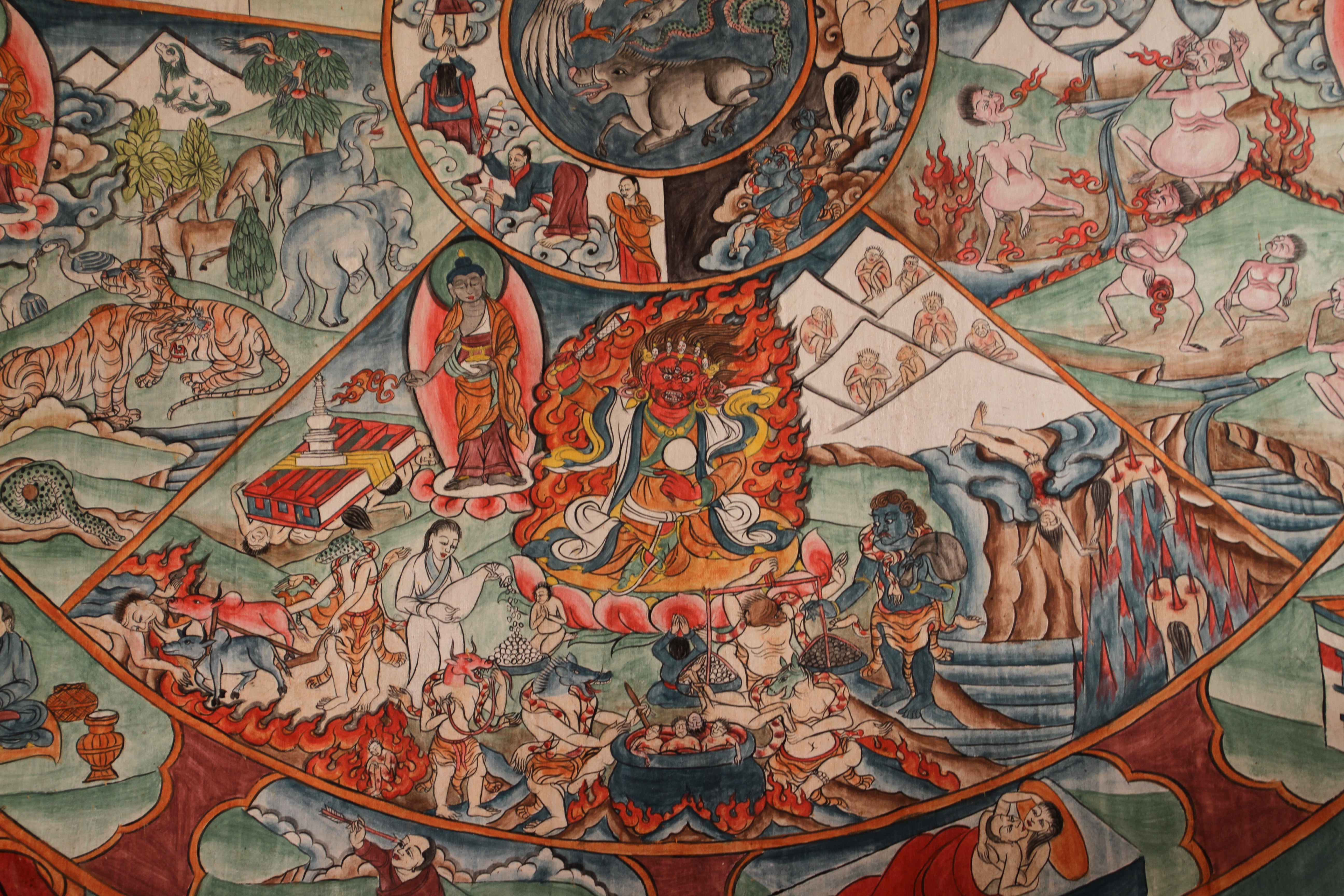
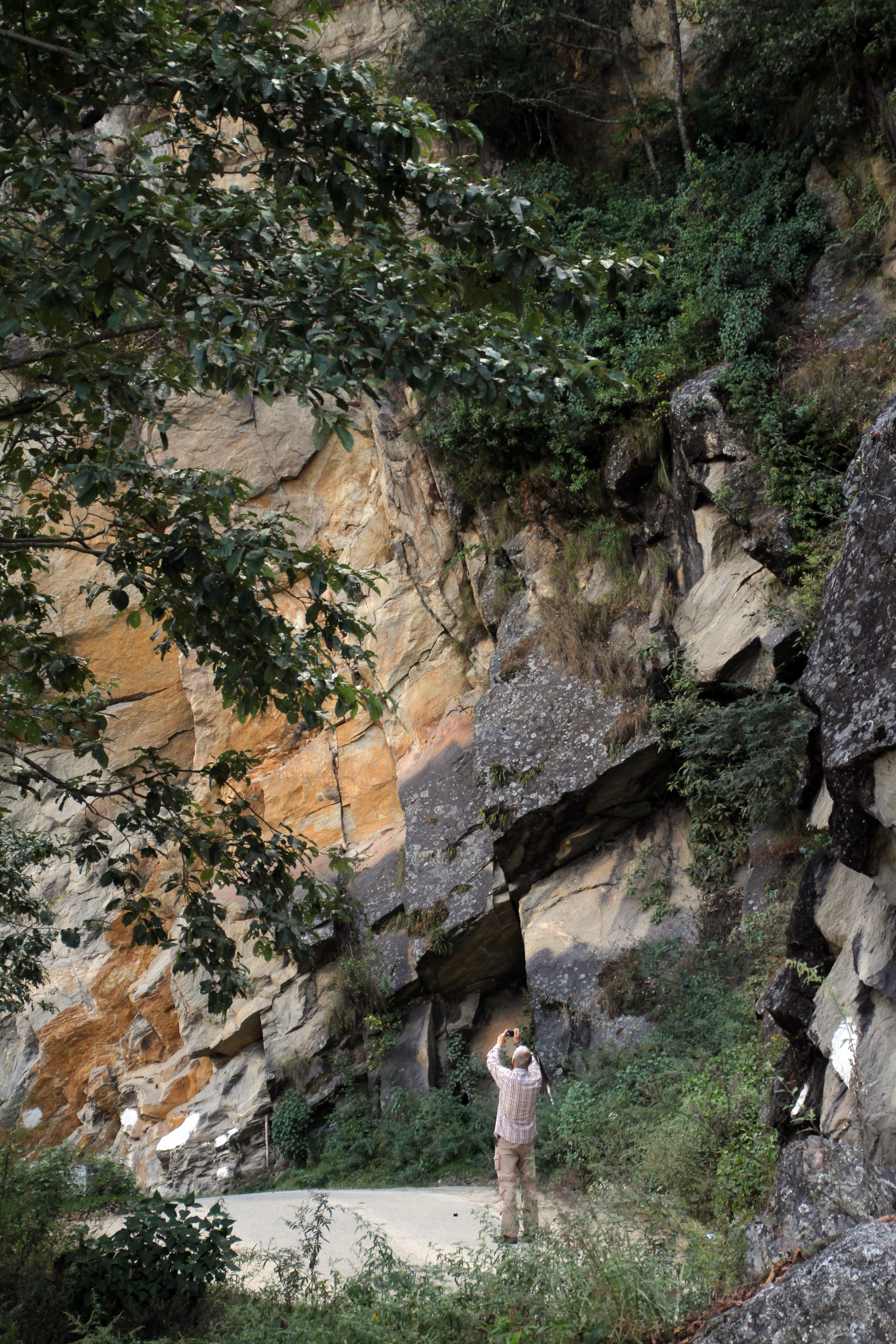
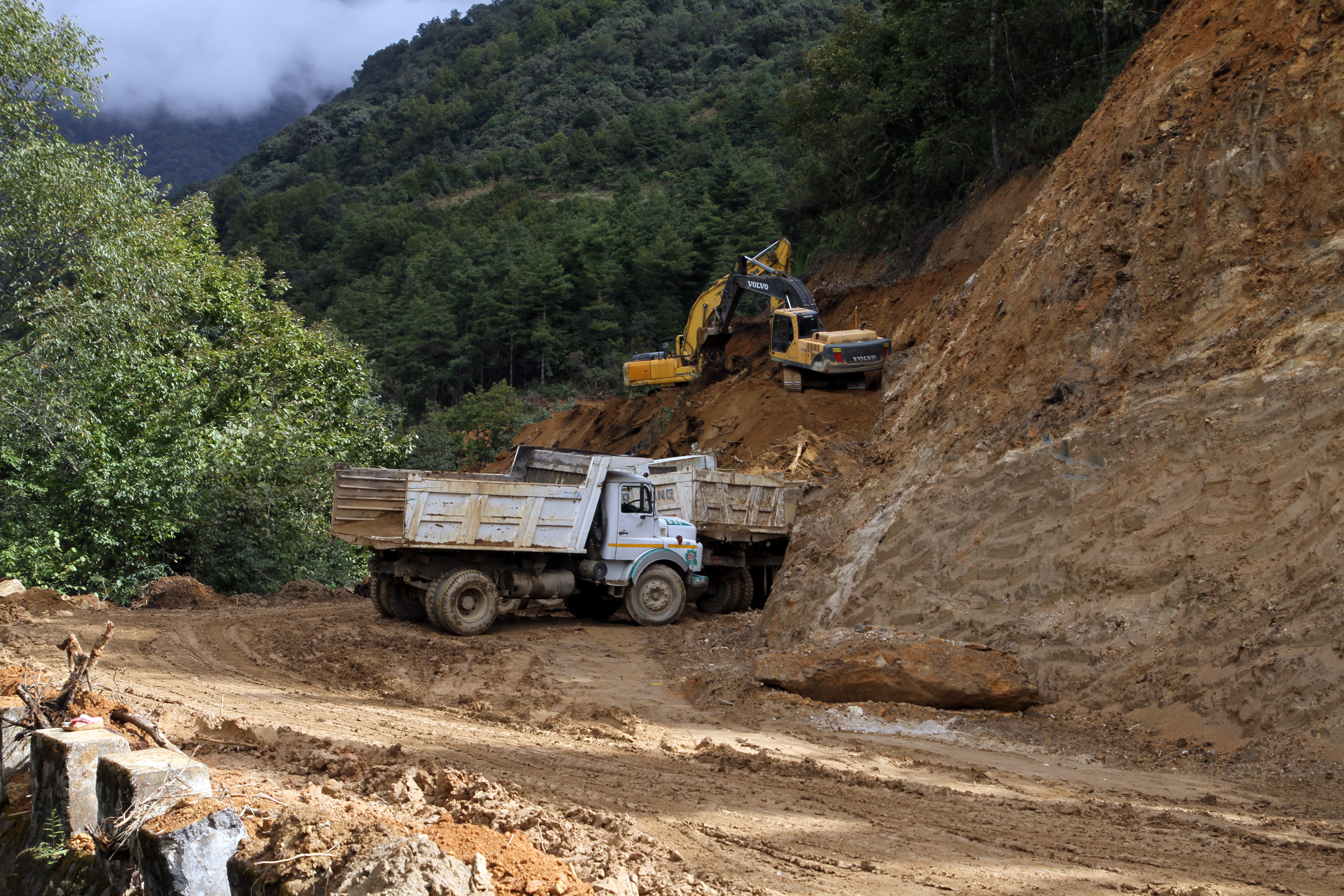
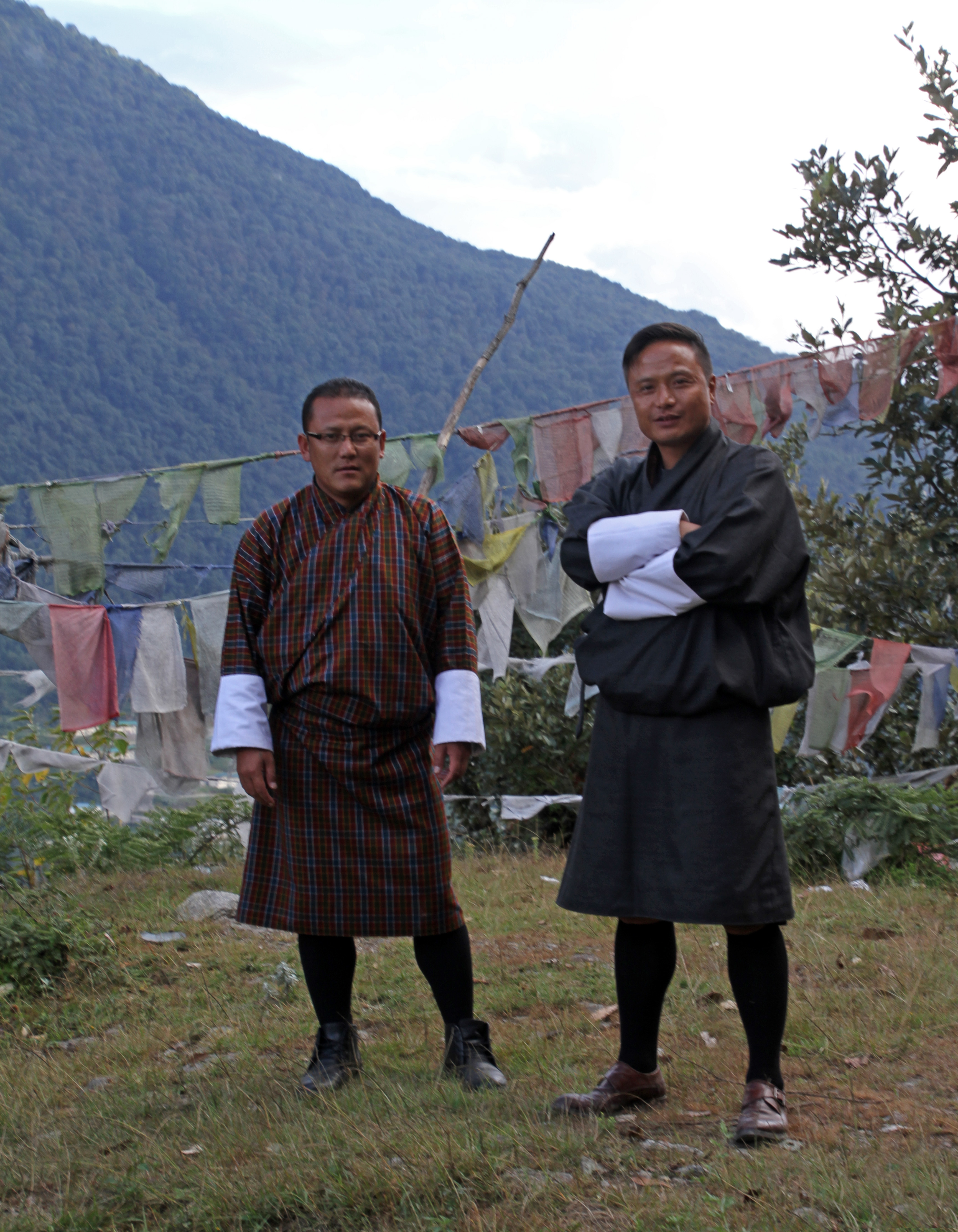